# Державний історико-архітектурний заповідник у Жовкві
Державний історико-архітектурний заповідник у Жовкві — історико-архітектурний заповідник у місті Жовква Львівської області. Створений 10 серпня 1994 року постановою Кабінетом Міністрів України з метою збереження, вивчення та відновлення особливо цінного комплексу пам'яток історії, містобудування, архітектури та природи міста Жовкви. Заповідник був науково-дослідною та культурно-просвітницькою державною установою, яка забезпечувала вивчення, охорону, реставрацію та використання історико-культурної спадщини міста.
Був підпорядкований Міністерству культури та інформаційної політики України. Ліквідований 17 березня 2021 року. Майно та архітектурний комплекс передані Львівській національній галереї мистецтв імені Бориса Возницького.

## Історія
Створений 10 серпня 1994 року постановою Кабінетом міністрів України № 546. Перелік об'єктів, баланс та опис меж територій заповідника затвердив розпорядженням голова Львівської обласної ради від 1 лютого 1995 року № 85. У своїй діяльності він керувався останньою редакцією положенням про заповідник від 20 травня 2020 року, затвердженого наказом Міністерства культури України від 7 травня 2012 № 451.
Заповідник закритий відповідно до наказу Міністерства культури та інформаційної політики України від 10 липня 2020 року №1951 «Про припинення діяльності державної організації «Державний історико-архітектурний заповідник у м. Жовкві» з 16 вересня 2020 року.
Ліквідований 17 березня 2021 року.

## Пам'ятки
У історико-архітектурний заповідник у Жовкві включали наступні архітектурні пам'ятки:
- Жовківський замок
- Жовківська ратуша
- Звіринецька брама
- Костел Святого Лаврентія
- Домініканський монастир
- Василіянський монастир
- Будинки на площі Вічевій
- Синагога
- Монастир Феліціянок
- Глинська брама
- Жовква – «ідеальне місто»
- Церква Святої Трійці
- Спортивне товариство «Сокіл»
- Церква Різдва Пресвятої Богородиці
- Кінний манеж, мурований
- Будинок міської електростанції
- Монастир домініканок

## Галерея

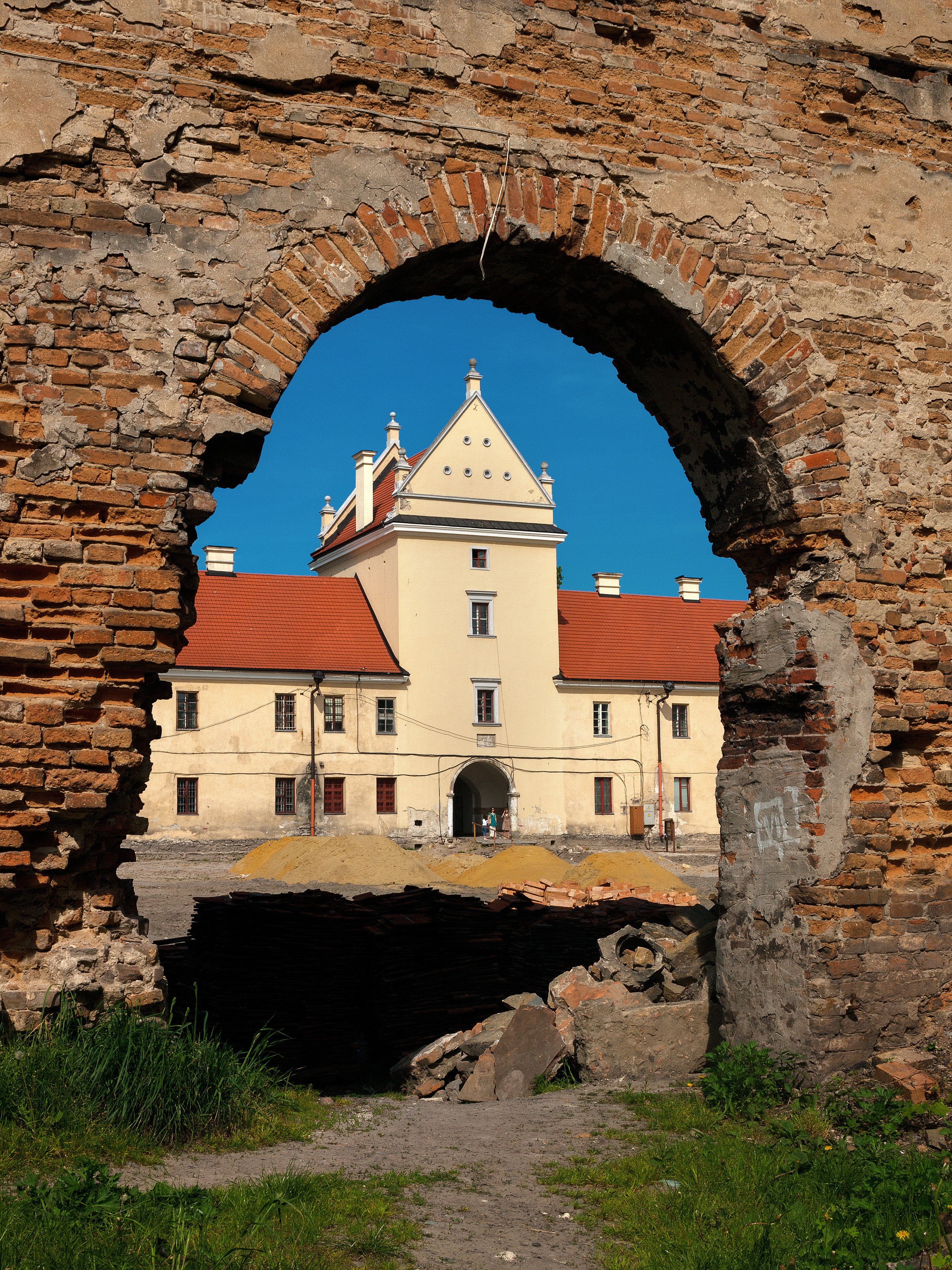
Жовківський замок
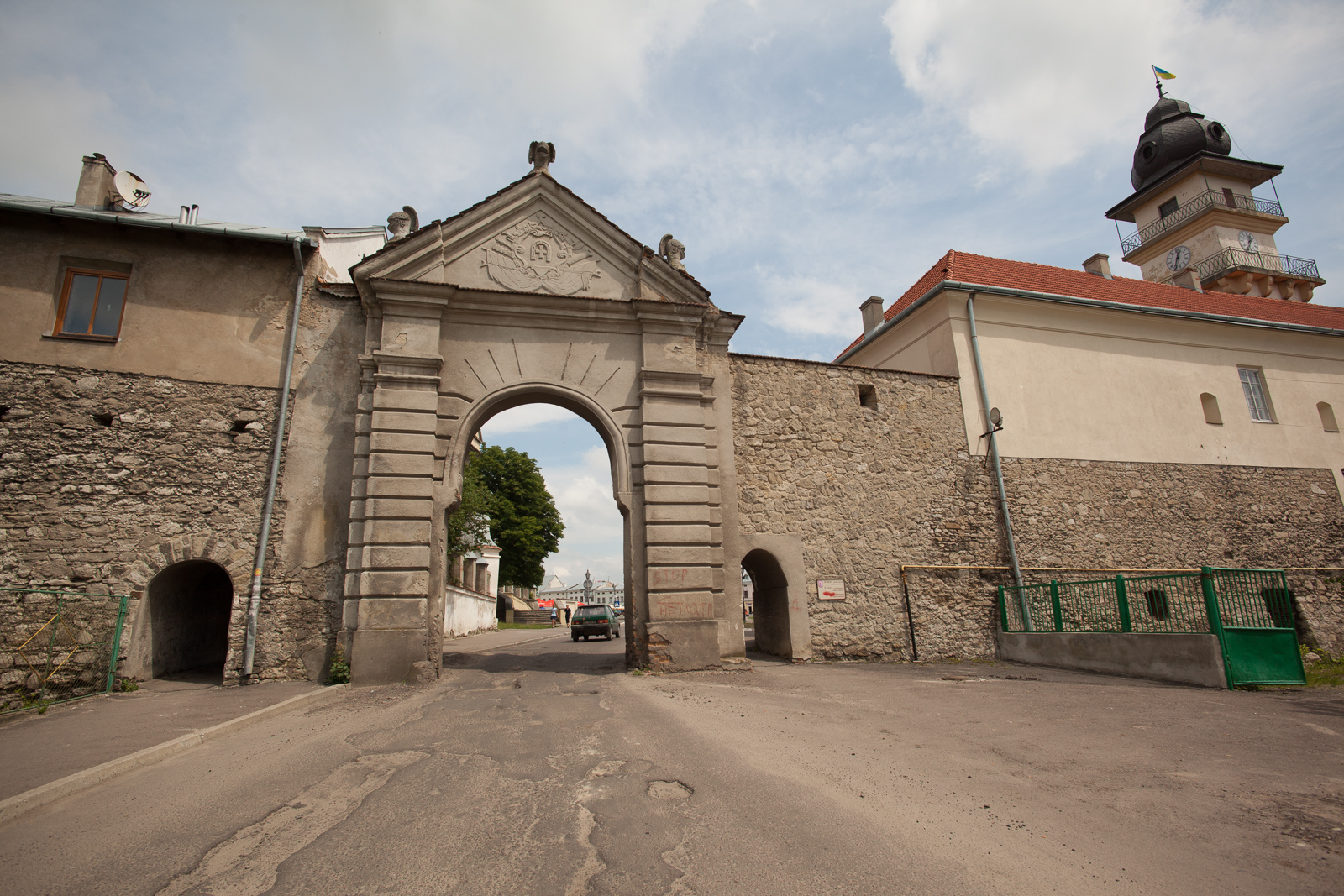
Міські мури з баштами
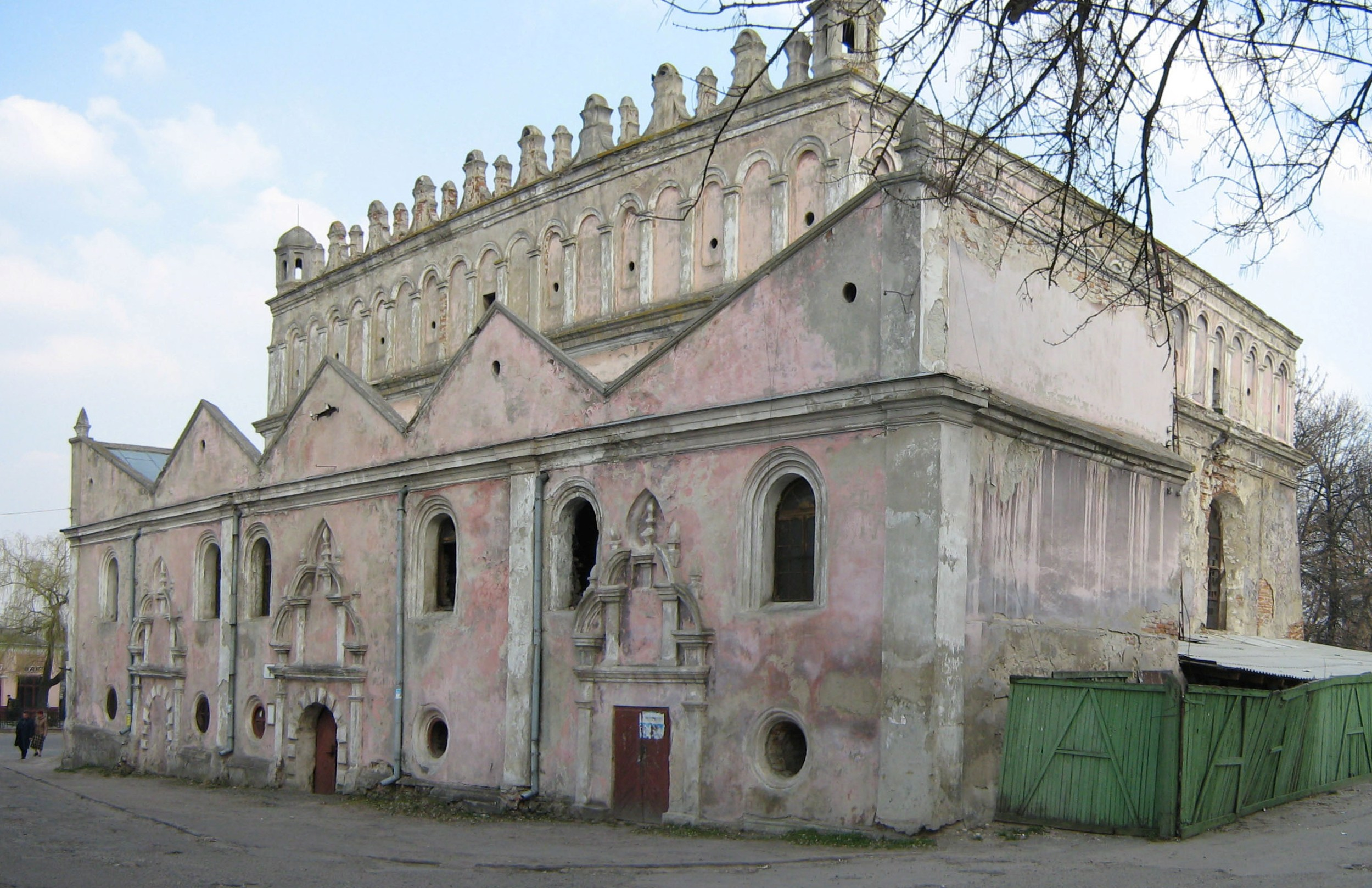
Жовківська синагога
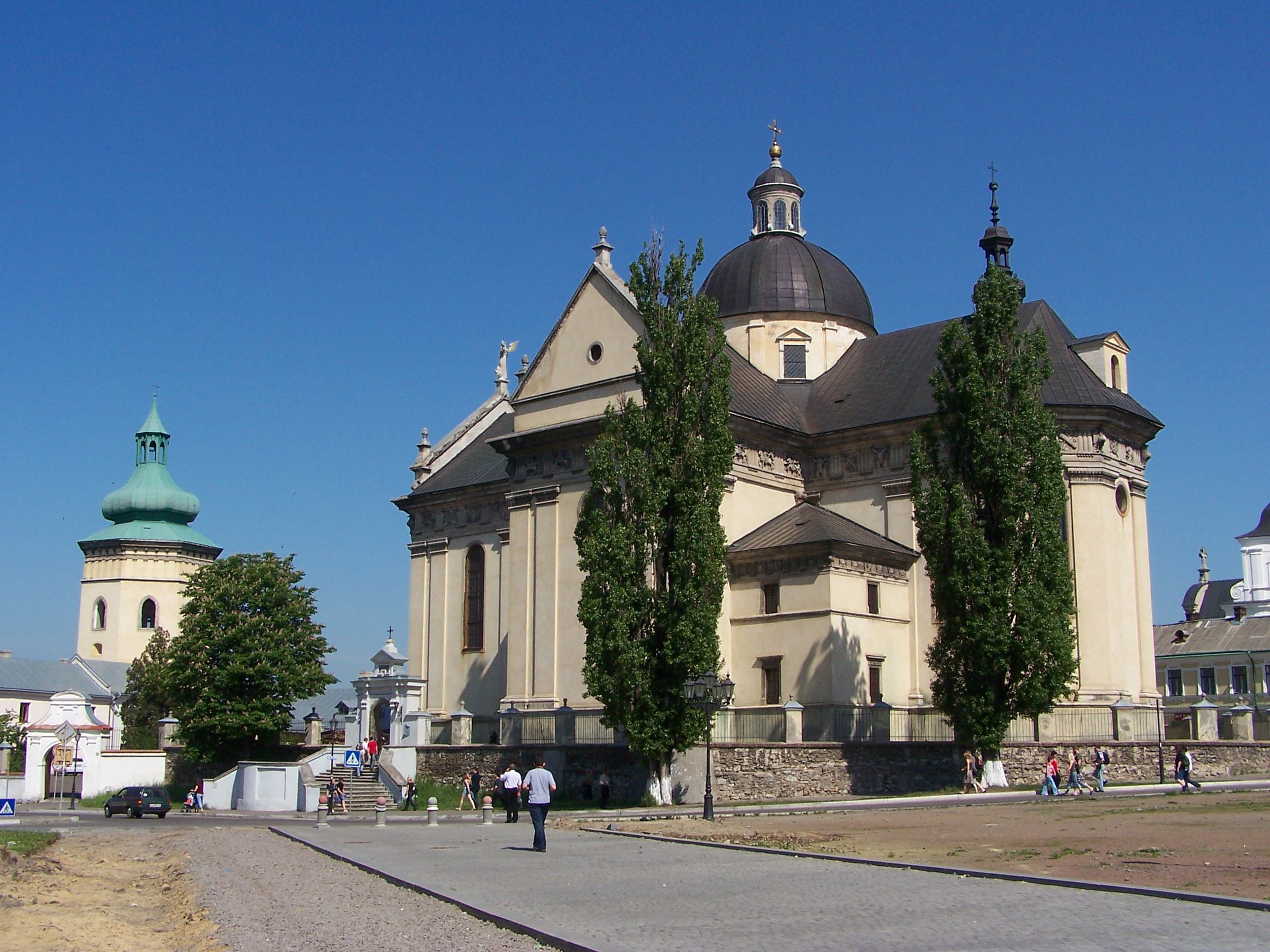
Костел Святого Лаврентія
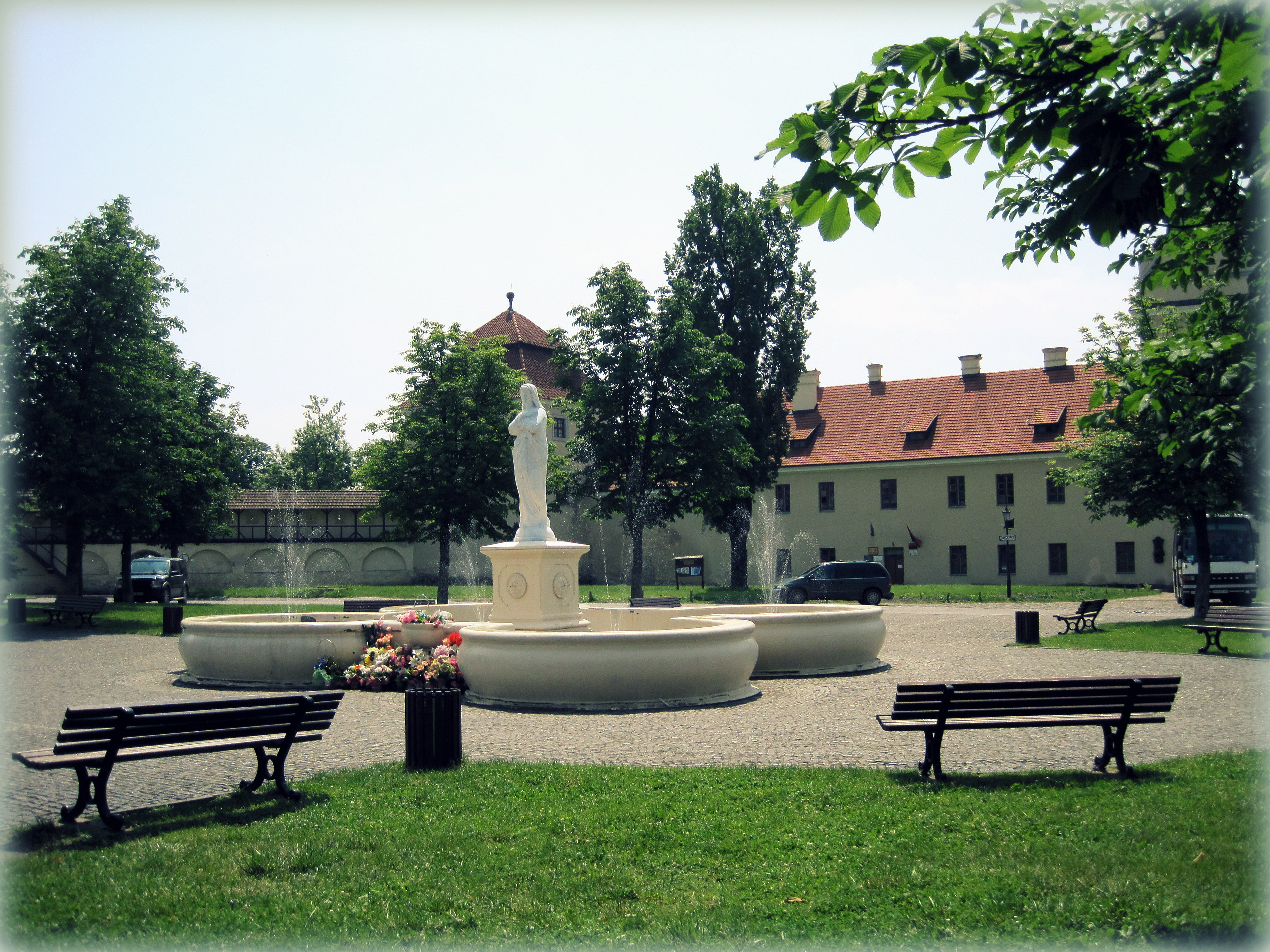
Площа Вічева